# Palermo o Wolfsburg
Palermo o Wolfsburg (en alemán: Palermo oder Wolfsburg) es una película alemana de 1980 dirigida por Werner Schroeter. Ganó el Oso de Oro en el Festival de Cine de Berlín de 1980.

## Argumento
Nicola tiene 17 años. Proviene de Sicilia y es hijo de una familia pobre. Para él, Alemania debería ser el país de las oportunidades ilimitadas y, sobre todo, el país que ayude a sobrevivir a la familia en Sicilia. Cuando llega a Wolfsburg encuentra trabajo en Volkswagen. Allí se hace amigo de otros italianos que le enseñan cómo llegar a fin de mes en la sociedad alemana. La vida comienza bien en el extremo norte para la joven Nicola, que consigue afianzarse a pesar de las dificultades con el idioma. Se enamora de la alemana Brigitte. Las cosas se vuelven problemáticas cuando Brigitte deja a Nicola, que no tiene experiencia en el amor. Nicola creció en la tradición siciliana y se siente despojado de su honor. Nicola cree haber descubierto a sus rivales y apuñala a dos amigas de Brigitte.
Se produce un juicio que Nicola soporta en silencio. No entiende el alemán lo suficiente como para entender de qué se trata realmente. Su abogado defensor quiere la absolución. Sólo al final de la película Nicola admite su culpa y se resigna a su destino.

## Reparto
- Nicola Zarbo - Nicola Zarbo
- Otto Sander - Fiscal
- Ida Di Benedetto - Giovanna
- Magdalena Montezuma - Abogado defensor
- Johannes Wacker - Juez
- Antonio Orlando - Antonio
- Brigitte Tig - Brigitte Hahn
- Gisela Hahn - Madre de Brigitte
- Calogero Arancio - Padre de Nicola
- Cavaliere Comparato - Großgrundbesitzer
- Padre Pace - Pfarrer
- Harry Baer - Hausbestzer
- Ula Stöckl - Schöffin
- Tamara Kafka - Zeugin
- Ines Zamurovic - Dolmetscherin Frau Zamurovic

## Premios y distinciones
Festival Internacional de Cine de Berlín
| Año  | Categoría  | Resultado |
| ---- | ---------- | --------- |
| 1980 | Oso de Oro | Ganador   |